# Сергей Лойхтенбергски
Сергей Максимилианович Романовски, херцог Лойхтенбергски (на руски: Сергей Максимилианович Романовский херцог Лейхтенбергский) е руски аристократ, княз и член на руското императорско семейство Романови. Руски офицер, генерал-майор. Участник в Руско-турската война (1877 – 1878).

## Биография
Сергей Романовски е роден на 8/20 декември 1849 г. Той е шестото дете и третият син на херцог Максимилиан Лойхтенбергски и великата княгиня Мария Николаевна, дъщеря на император Николай I. По рождение е „Негово Императорско Височество“. Получава домашно образование. Негов учител е старши адютантът в Генералния щаб на Руската армия Владимир Зубов. По рождение е зачислен в лейбгвардейския Преображенски полк и се посвещава на военното поприще. Служи в Лейбгвардейския конен полк.
Участва в Руско-турската война (1877 – 1878). Получава назначение в Действащата руска армия на Балканския полуостров. В състава на Предния отряд с командир генерал-лейтенант Йосиф Гурко се проявява при освобождението на Търново. Повишен е във военно звание генерал-майор от 1877 г. Командирован е в Русчушкия отряд с командир великия княз Александър Александрович. На 12/24 октомври 1877 г. по време на разузнаване при село Иваново е убит от вражески куршум.
Неговият възпоменателен паметник в село Иваново е възстановен през 2008 г.